# ملفين هولمز
ملفين هولمز (بالإنجليزية: Melvin Holmes)‏ هو لاعب كرة قدم أمريكية أمريكي، ولد في 22 يناير 1950 في ميامي في الولايات المتحدة، وتوفي في 24 ديسمبر 2015 في هيمنغواي في الولايات المتحدة.

## وصلات خارجية
- ملفين هولمز على موقع مرجع كرة القدم المحترفة.كوم (الإنجليزية)